# Clear Channel (Frequenzplan)
Als Clear Channel wird vor allem in den USA ein Kommunikationskanal bezeichnet, auf dem lediglich ein Sender operiert.

## Regularien
Die US-Behörde Federal Communications Commission verwaltet in Abstimmung mit der ITU die Frequenzen in den USA und koordiniert die Belegung auch mit den Nachbarländern. Auf Mittelwelle sind aufgrund der Ausbreitungsbedingungen dieses Frequenzbandes starke Stationen über eine große Distanz hörbar. Eine Reihe von Stationen werden auf Clear Channels lizenziert; d. h., sie senden ohne Interferenz anderer Stationen auf derselben Frequenz.

## Clear-Channel-Station
Zu einem stehenden Begriff sind in den USA die „Clear-Channel-Stations“ geworden. Dabei handelt es sich um die derzeit rund 30 Stationen in Nordamerika, also den USA, Kanada und Mexiko, die eine Mittelwellenfrequenz exklusiv belegen und dort mit großer Leistung senden. Die FCC sichert den US-Clear-Channel-Stationen einen Schutz vor Störungen in einem Radius von 750 mi (1.207,01 km) zu.